# Privat
Privat (von lateinisch privatus, PPP von privare, „abgesondert, beraubt, getrennt“, privatum, „das Eigene“ und privus, „für sich bestehend“) bezeichnet Gegenstände, Bereiche und Angelegenheiten, die in sich geschlossen sind, also nicht offenstehen.
Im Kontext zu Personen gehört Privates nicht der Allgemeinheit, sondern nur einer einzelnen Person, einer eingegrenzten Gruppe von Personen, die untereinander in einem intimen bzw. einem Vertrauensverhältnis stehen oder gemeinsam in einem Verein Mitglied sind.
Im allgemeinen Sprachgebrauch wird privat meist als Gegensatz von „öffentlich“ gebraucht. Privat steht dabei stellvertretend für den Begriff „persönlich“ oder wird im Sinne von „im vertrauten Kreise“ verwendet. Dieser Wortstamm wird auch häufig in Kombination mit anderen Begriffen verwendet, um deutlich zu machen, dass es sich nicht um eine öffentliche Angelegenheit handelt. Siehe dazu insbesondere auch Privatsphäre.
Im ursprünglichen Sinn bezeichnet Privatheit nach Hannah Arendt die Sphäre des Eigentums (nicht zu verwechseln mit Besitz), namentlich den eigenen Haushalt (im Sinne des Erwerbslebens, der Familie einschließlich aller Sklaven, Besitzes etc.) des freien Bürgers, welche den Bereich der Lebensnotwendigkeiten meint. Sind diese Lebensnotwendigkeiten überwunden, kann er in die freie Sphäre der politischen Öffentlichkeit übergehen. Mit der Neuzeit verschwindet für Arendt die Grenzziehung zwischen den Sphären der Öffentlichkeit und der Privatheit mit dem Aufkommen der familienähnlich-ökonomisch strukturierten Gesellschaft, die zunehmend politische und private Topoi für sich beansprucht und sich insgesamt als alles umfassende Sphäre sieht. So sind z. B. Arbeit und Familie heute keineswegs nur noch „Privatsache“. Der ursprüngliche freie Politikdiskurs wird in Gesellschaftsverträgen auf die Erreichung bestimmter institutioneller Gesellschaftsziele ausgerichtet, was im Hegelschen Sinn die Idee der privaten Freiheit als „Einsicht in die Notwendigkeit“ einschließt.
In vielen Bereichen von Wirtschaft und Gesellschaft gibt es Bereiche, in denen entweder öffentliche oder private Organisationsformen möglich sind. Ob die eine oder die andere Organisationsform vorgezogen wird, hängt davon ab, welchen Stellenwert man dem Gemeinwohl oder dem persönlichen Interesse Einzelner beimisst. Private Organisationsformen sind in der Regel auf Konkurrenz und Wettbewerb ausgerichtet und müssen daher danach trachten, die Erstellung ihrer Leistungen und Produkte so effizient wie möglich zu gestalten. Die Privatwirtschaft wird oft auch etwas salopp als „freie Wirtschaft“ bezeichnet. Dies bezieht sich auf die Möglichkeit der Privatwirtschaft, im Rahmen der Gesetze frei zu entscheiden, also nicht gebunden an Kriterien, die außerhalb des Unternehmens liegen.
In der Geschichte gab es teils komplette Verstaatlichungen, vor allem nach dem Zusammenbruch der Monarchien sowie nach dem Ende des Ersten und Zweiten Weltkrieges und nach dem Zusammenbruch der Sowjetunion und des Ostblocks. Im Zuge der Liberalisierung und Globalisierung bzw. der Europäischen Union wurden und werden wieder viele Betriebe und Bereiche reprivatisiert bzw. teilprivatisiert.
Im Zuge der Digitalisierung trat die Frage der Privatsphäre vermehrt in Beziehung zum Internet auf. So sind unter anderem die Rechtswissenschaften, die Verbraucherforschung und die Soziologie daran interessiert die Verbraucher in ihren Rechten und Kompetenzen zu stärken und für mehr Selbstbestimmung ihrer digitalen Privatsphäre zu sorgen.